# دم‌باله

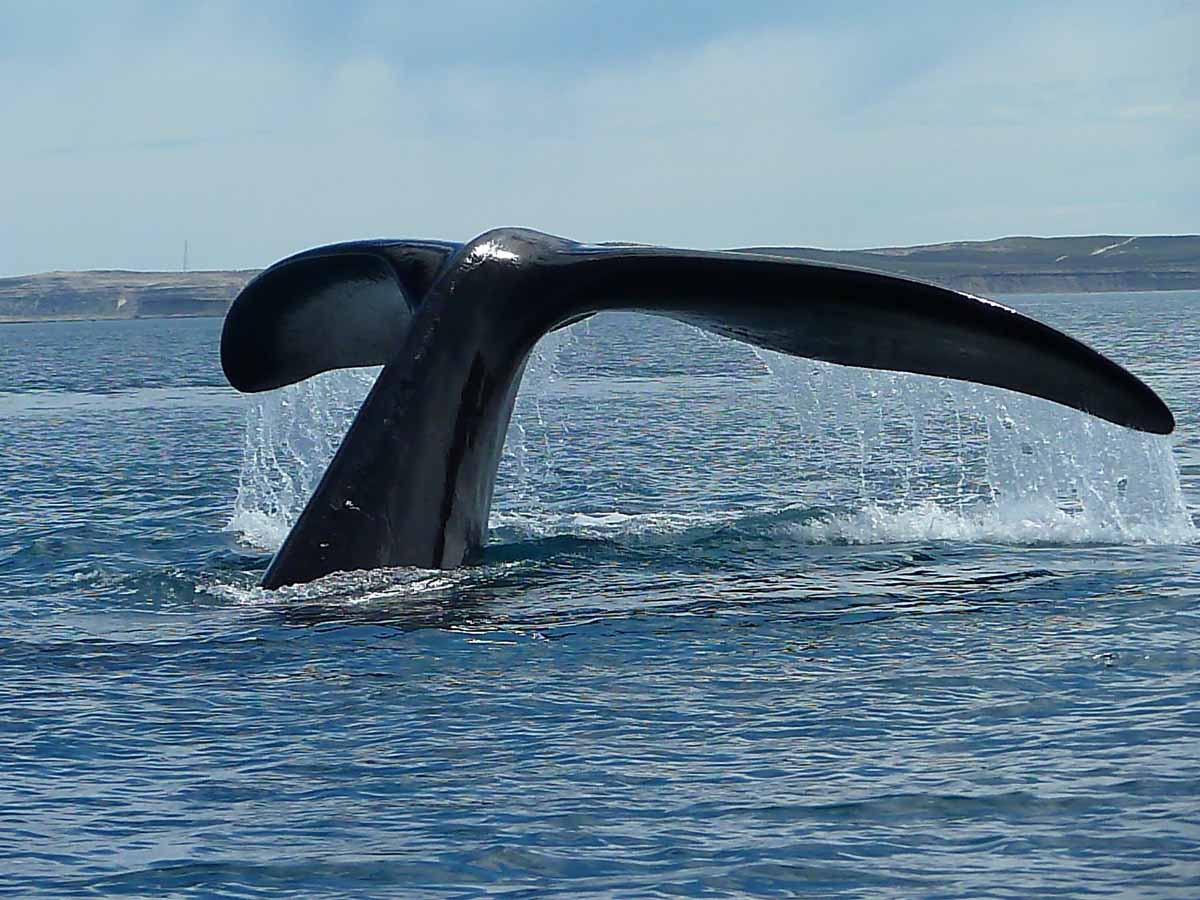
دم‌بالهٔ یک نهنگ که پس از نفس‌گیری و در هنگام رفتن به زیر آب دیده می‌شود.

دم‌باله (به انگلیسی: whale fluke) بخشی از بدن آب‌بازسانان  در انتهای بدن است که وظیفه ایجاد پیش‌رانش را بر عهده دارد. این اندام در انتهای ستون مهره‌ها قرار گرفته و بر روی مهره‌های دمی سوار است.
بر خلاف باله دمی در ماهی‌ها که به صورت عمودی قرار گرفته، دم‌باله شکلی افقی دارد. در طی فرگشت آب‌بازسانان، پاهای عقبی به مرور زمان نقش پیش‌راننده خود را از دست داده و ناپدید شدند. این مسئله باعث ایجاد دم‌باله در انتهای دم شد تا سرعت لازم جهت تعقیب طعمه‌ها را به جانور بدهد.
این اندام دارای بخش‌های اصلی زیر است:
- بخش گوشتی و بیرونی که تفاوت چندانی با دیگر بخش‌های تشکیل دهنده گوشت بدن جانور ندارد.
- لایه‌ای از چربی که بسیار نازک‌تر از چربی پوستی دیگر بخش‌های بدن است.
- یخشی V شکل در میانه که دو لوب دم‌باله در آن به هم می‌رسند.
- بافت فیبری ضخیم و ماهیچه‌های دور آن. این بافت فیبری جای استخوان را در دم‌باله می‌گیرد و دم‌باله فاقد استخوان است.[۱]

بزرگترین دم‌باله در میان آب‌بازسانان متعلق به نهنگ آبی است که طولی برابر با ۷٫۶ متر دارد.